# Bertram Brockhouse

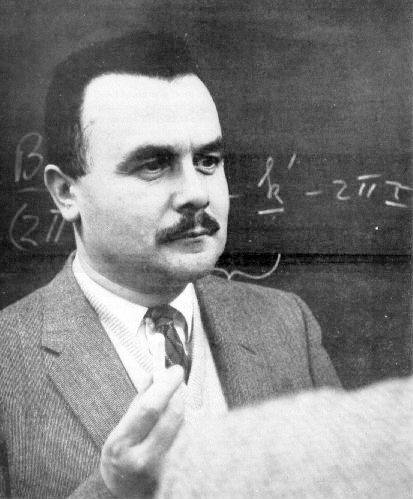
Bertram Brockhouse

Bertram Neville Brockhouse, CC, FRS, FRSC (* 15. Juli 1918 in Lethbridge, Alberta; † 13. Oktober 2003 in Hamilton, Ontario) war ein kanadischer Physiker. Er erhielt 1994 den Nobelpreis für Physik.

## Leben
Bertram Brockhouse war zweites von vier Kindern der Eheleute Israel Bertram und Mable Emily Brockhouse (geb. Neville). Er verbrachte seine ersten Lebensjahre in der Nähe von Milk River, bevor die Familie Ende 1926 nach Vancouver umzog, wo er die King George High School 1935 abschloss. Kurz darauf siedelte die Familie aufgrund der schlechten Verhältnisse während der Rezession nach Chicago um, wo er sich als Laborassistent und mit der Reparatur von Radios seinen Lebensunterhalt verdiente. Da sich die allgemeine Situation der Familie allerdings auch in Chicago nicht verbessert hatte, folgte 1938 ein erneuter Umzug nach Vancouver. Nach Ausbruch des Zweiten Weltkrieges meldete er sich freiwillig zur Royal Canadian Navy, absolvierte 1944 einen Elektroingenieurskurs am Nova Scotia Technical College und diente bis zum Ende des Krieges, wobei er vorwiegend mit der Wartung der ASDIC-Ausrüstung, dem Vorläufer des Sonars, beschäftigt war.
Nach Ende des Krieges begann er Ende 1945 mit Unterstützung des Department of Veterans’ Affairs an der University of British Columbia mit dem Mathematik- und Physikstudium. Nach Erreichen des B.A.-Grades (Vordiplom) 1947 wechselte er an das Tieftemperaturlabor der University of Toronto, wo er nach der damals üblichen Zeit von acht Monaten sein Diplom erhielt. 1949/50 war er dort Lecturer. Nach seiner Promotion 1950 (mit der Dissertation The effect of stress and temperature upon the magnetic properties of ferromagnetic materials) erhielt er eine Anstellung am Chalk River Laboratories, der kanadischen Kernforschungseinrichtung und wurde 1960 zum Leiter der Abteilung für Neutronenphysik. 1952 war er ein Jahr am Brookhaven National Laboratory. Er wechselte 1962 als Professor für Physik an die McMaster University in Hamilton (Ontario), wo er bis zu seiner Emeritierung 1984 blieb. 1967 bis 1970 stand er der Physik-Fakultät vor.
Er heiratete im Mai 1947 die Filmtechnikerin Doris Isobel Mary Miller, die er gegen Ende seiner Militärzeit kennengelernt hatte. Die beiden haben sechs Kinder, darunter den Molekularbiologen Charles Brockhouse. Sein Hobby waren Operetten und Musicals. Er trat in Amateurproduktionen von Operetten von Gilbert und Sullivan auf.

## Werk
Bertram Brockhouse beschäftigte sich am Chalk River Laboratory, an dem 1946 der erste Kernreaktor außerhalb der USA gebaut worden war, mit der Neutronenstreuung. Anfangs arbeitete er dort unter D. G. Hurst. Der NRX Reaktor in Chalk River war bis 1953 weltweit der Reaktor mit dem höchsten Neutronenfluss. Er baute das erste Drei-Achsen-Spektrometer für Neutronen und beschäftigte sich im Wesentlichen mit der Messung von Phononendispersionen durch die inelastische Neutronenstreuung. 1955 gelang ihm die Aufnahme der ersten Dispersionskurve für Phononen, aufgenommen für ein Aluminiumkristall. Bald darauf wandte er sich der Untersuchung von Spinwellen in Magnetit-Kristallen zu und entdeckte die Magnonen (das heißt, er nahm deren Dispersionskurve auf). Ebenfalls 1957 führte er sein Rotating Crystal Spectrometer ein, ein hochauflösendes Spektrometer mit Flugzeitmessung, und 1958 wurde das über 20 Jahre lang am Chalk River NRU-Reaktor benutzte C5 Triple Axis Spectrometer installiert, an dem viele Neutronenspektroskopiker trainiert wurden. 1957 erfolgten die ersten Messungen seiner Gruppe an Halbleitern (Germanium). Seine Gruppe untersuchte auch Flüssigkeiten und flüssiges Helium mit Neutronenstreuung und wies 1961 die Kohn-Anomalie experimentell nach.
Bertram Brockhouse wurde 1994 zusammen mit Clifford Shull mit dem Nobelpreis für Physik „für ihre Entwicklung von Techniken zur Streuung der ungeladenen Kernteilchen“ (womit Neutronen gemeint sind) ausgezeichnet.

## Auszeichnungen (Auswahl)
- Oliver E. Buckley Condensed Matter Prize, 1962
- Fellow der Royal Society, 1965
- Centennial Medal of Canada, 1967
- Henry Marshall Tory Medal, 1973
- Mitglied der American Academy of Arts and Sciences, 1990
- Nobelpreis für Physik, 1994
- Duddell Medal des Institute of Physics

Er war Fellow der Royal Society of Canada und Mitglied der Königlich Schwedischen Akademie der Wissenschaften. 1982 wurde er Offizier des Order of Canada (OC) und 1995 Companion (CC). Er war Ehrendoktor der McMaster University und der University of Waterloo.